# Водоспад Мачу-Пікчу
Мачу-Пікчу — водоспад, це ім'я, як дубляж рідкісного водоспаду руїни інків. Тут знаходяться водоспади і руїни разом.